# Équipe des États-Unis féminine de baseball
Uniformes
L'Équipe des États-Unis de baseball féminin représente la Fédération des États-Unis de baseball lors des compétitions internationales comme la Coupe du monde.
Son premier match officiel s'est déroulé contre le Japon en 2000 au Japon. 
Elle participe à la Série Mondiale de baseball féminin de 2001 à 2004,, un événement qui disparaît ensuite au profit de la Coupe du monde de baseball féminin. 
En Coupe du monde, elle remporte la médaille d'Or lors des deux premières éditions en 2004 et 2006, puis la médaille de Bronze en 2008 et 2010. Elle est en deuxième position au Classement mondial de l'IBAF actualisé le 1er septembre 2010.

## Palmarès
Série mondiale:
- 2001 :  1er
- 2002 :  3e
- 2003 :  3e
- 2004 :  2e

Coupe du monde:
- 2004 :  1er
- 2006 :  1er
- 2008 :  3e
- 2010 :  3e